# Cornel Predescu
Cornel Predescu (ur. 21 grudnia 1987 w Bukareszcie) – rumuński piłkarz występujący na pozycji pomocnika w rumuńskim klubie CS Balotești. Wychowanek Dinama Bukareszt, w swojej karierze występował także w takich klubach, jak Unirea Urziceni, Gloria Bystrzyca, CS Otopeni, Astra Giurgiu, Pandurii Târgu Jiu, Zawisza Bydgoszcz, Aris Limassol, Academica Clinceni, Skënderbeu Korcza i ASU Politehnica Timiszoara. Były reprezentant Rumunii do lat 21.

## Sukcesy

### Dinamo Bukareszt
- Mistrzostwo Rumunii: 2006/07